# 묘카쿠역
묘카쿠역(일본어: 明覚駅, みょうかくえき)은 일본 사이타마현 히키군 도키가와정에 있는 동일본 여객철도(JR동일본) 하치코 선의 역이다.

## 타는 곳
| 1 | ■하치코 선 | 고마카와・（하치오지）방면        |
| 2 | ■하치코 선 | 오가와마치・요리이・다카사키 방면 |

## 인접역
동일본 여객철도
■하치코 선
오고세 - 묘카쿠 - 오가와마치